# Olivença

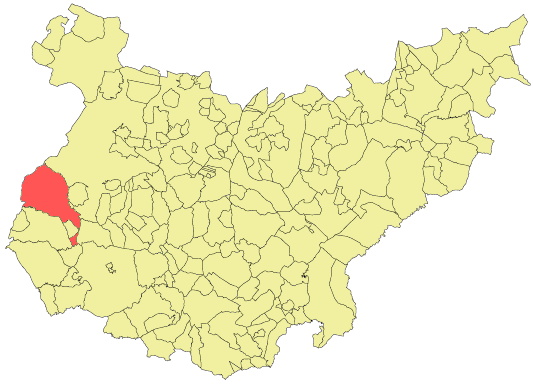
Localização de Olivença na Província de Badajoz, Espanha

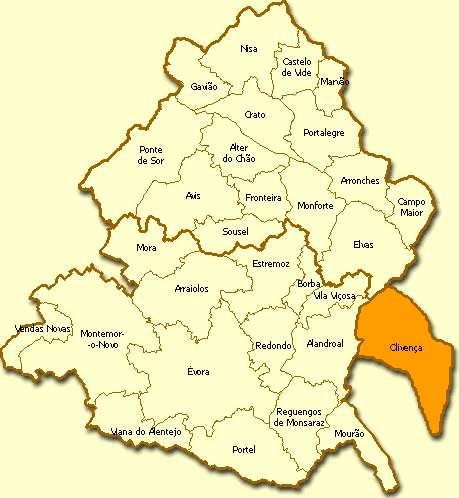
Olivença e Talega no Alto Alentejo, Portugal

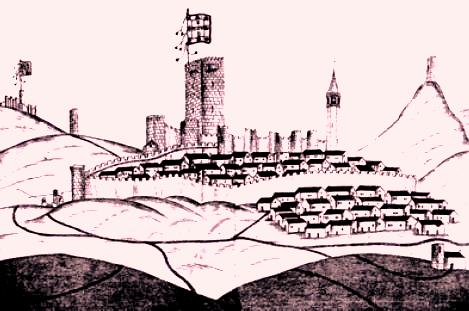
Castelo de Olivença, desenhado por Duarte d'Armas em 1509

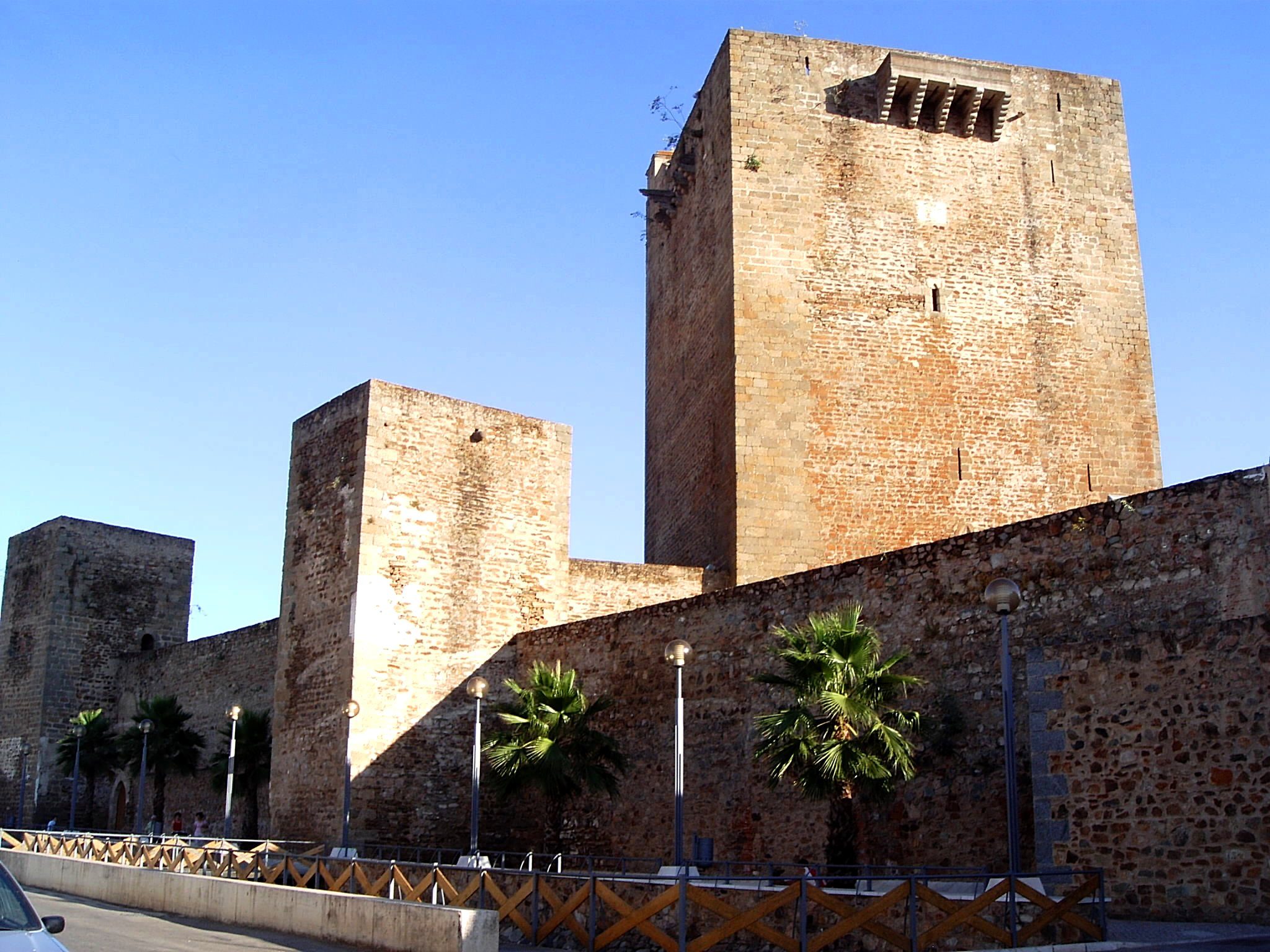
Castelo de Olivença: vista da torre de menagem

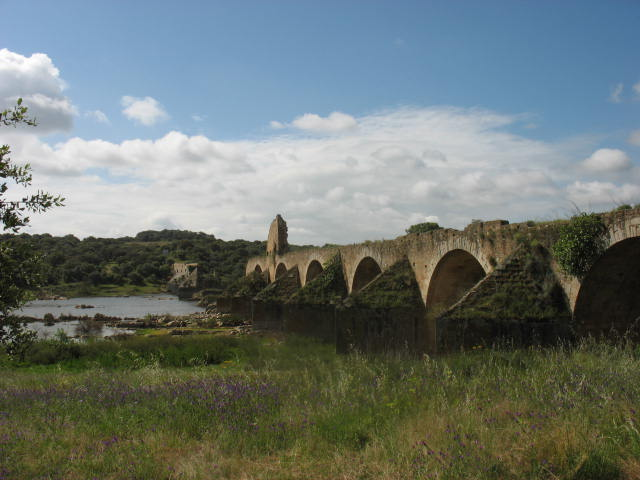
Ruínas da Ponte da Ajuda sobre o rio Guadiana, antiga ligação entre Elvas e Olivença

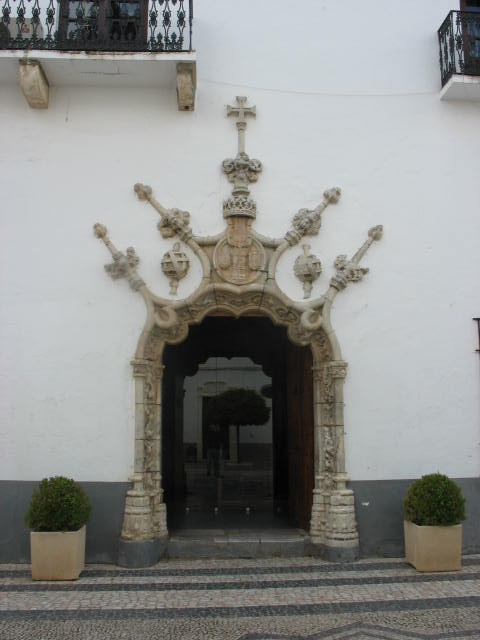
Porta manuelina nos Paços do Concelho de Olivença

Olivença (em castelhano: Olivenza) é uma cidade sede do município homónimo da zona raiana, cuja demarcação é objeto de litígio entre Portugal e Espanha. Reivindicado de jure por Portugal, o município integra atualmente a província de Badajoz da comunidade autónoma espanhola da Estremadura. É a capital da comarca espanhola de Llanos de Olivenza (em português: "Planícies de Olivença"), também conhecida como Comarca de Olivença. Tem 430,1 km² de área e em 2021 tinha 11 871 habitantes (densidade: 27,6 hab./km²).
Apesar do desentendimento entre Portugal e Espanha sobre a Questão de Olivença, o tema não tem provocado atrito nas relações entre os dois países ibéricos. Olivença e os municípios raianos espanhóis de La Codosera, Alburquerque e Badajoz e portugueses de Arronches, Campo Maior, Estremoz, Portalegre e Elvas chegaram a um acordo em 2008 com vista à criação de uma eurorregião.
O Tratado de Alcanizes, de 1297, estabelecia Olivença como parte de Portugal. Em 1801, através do Tratado de Badajoz, denunciado em 1808 por Portugal, o território foi anexado a Espanha. Em 1817, Espanha reconheceu a soberania portuguesa subscrevendo o Congresso de Viena de 1815, comprometendo-se à retrocessão do território o mais prontamente possível. Porém, até aos dias de hoje, tal ainda não aconteceu.
Assim, continuam por colocar os marcos delimitadores de fronteira entre a confluência do rio Caia com o rio Guadiana e a confluência da ribeira de Cuncos com o rio Guadiana com a numeração de 802 a 899, correspondentes ao território de Olivença.

## Localização
O município de Olivença tem 430 km², está situado na margem esquerda do rio Guadiana e tem uma forma aproximadamente triangular, com dois dos seus vértices no Guadiana. A cidade de Olivença dista 23 km de Elvas, 24 km de Badajoz, 236 km de Lisboa e 424 km de Madrid. A ligação a Elvas e ao restante território português é feita por uma ponte sobre o Guadiana construída em 2000 ao lado das ruínas da Ponte da Ajuda.
O município de Olivença inclui hoje duas vilas e quatro aldeias: S. Francisco e S. Rafael (vilas); e Vila Real, São Domingos de Gusmão, São Bento da Contenda e São Jorge da Lor (aldeias). Nossa Senhora da Assunção da Talega ou Táliga, outra povoação do antigo território de Olivença, é um município separado desde 1850. Pelo contrário, a aldeia de Vila Real, hoje parte de Olivença, era freguesia do concelho de Juromenha, atualmente integrado no município do Alandroal.
Em 1801 o concelho de Olivença era constituído pelas seguintes freguesias:
- Santa Maria do Castelo
- Santa Maria Madalena
- São Jorge da Lor
- São Domingos de Gusmão
- Nossa Senhora da Assunção da Talega ou Táliga, atualmente município

## Clima
As condições climáticas de Olivença correspondem perfeitamente ao clima mediterrânico, próprio do Alentejo e da Estremadura espanhola. Em grandes linhas, caracteriza-se por Verões quentes e secos e Invernos suaves, onde se concentra a maioria das precipitações.
Como consequência da sua latitude, Olivença tem grandes valores de insolação, com médias anuais superiores às 2 500 horas de sol, apresentando, também em termos de média anual, uma temperatura de 16,55°C e uma precipitação de 518 mm.

## Hidrografia
Para além do rio Guadiana, cujo caudal depende diretamente das chuvas caídas na sua bacia hidrográfica, o município de Olivença é cruzado por vários pequenos rios e ribeiras, todos afluentes do Guadiana. Entre estes destacam-se:
- Rio de Olivença: Nasce junto à vila de Barcarrota e estabelece os limites este e norte de Olivença com os municípios de Barcarrota, Valverde de Leganés e Badajoz, antes de desaguar no Guadiana. Neste rio, que é bastante caudaloso no Inverno, foi construída a barragem de Piedra Aguda, com intuitos principalmente agrícolas.
- Rio de Táliga (também chamado Ribeira de Alconchel): Nasce perto de Táliga e passa por Alconchel. Já no seu curso final, demarca parte do limite sul de Olivença, confinando com o município de Alconchel.

Para além destes dois rios, o município de Olivença é cruzado por outros pequenos cursos de água ou arroios, afluentes do Guadiana, de norte para sul: Charca, Figueira (Higuera), Valongo e São Bento (San Benito).

## História
À época da Reconquista cristã da Península Ibérica, o território da margem esquerda do rio Guadiana foi dominado quando da conquista definitiva de Badajoz pelas forças de Afonso IX de Leão, na primavera de 1230. Como compensação pelos serviços prestados nessa conquista, o soberano leonês fez a doação dos domínios de Burguillos e de Alconchel aos cavaleiros da Ordem do Templo, para que os povoassem e defendessem. Em algum momento entre esta doação e o ano de 1256, a Ordem estabeleceu a Comenda de Olivença, à época uma pequena povoação que se afirmava em torno de uma fonte (actual Fuente de La Corna), voltada para a agricultura e a pastorícia. Nesse local, os templários ergueram um castelo e uma igreja, sob a invocação de Santa Maria, organizando a exploração económica da comunidade.
Ao mesmo tempo em que a Ordem do Templo e a Ordem de Santiago se expandiam para o Sul, sob o reinado de Fernando III de Castela, registava-se uma expansão portuguesa na margem esquerda do rio Guadiana, de tal modo que sob o reinado de Afonso X de Castela foram por aquele soberano tomadas duas medidas:
- a Convenção de Badajoz (1267), que afirmou o curso dos rios Caia e Guadiana como raia entre os domínios de Castela e de Portugal
- a remoção da Ordem do Templo dos domínios raianos de Olivença, com a integração dos mesmos ao concelho e bispado de Badajoz.

Sob o reinado de D. Dinis (r. 1279–1325), entretanto, o equilíbrio de forças assim obtido alterou-se a favor de Portugal: em Castela, o falecimento prematuro de Sancho IV de Castela (r. 12841295), a regência de Maria de Molina e a menoridade de Fernando IV de Castela, acarretaram grave crise política que conduziu à sublevação da nobreza no reino. Como agravante deste quadro de guerra civil, os muçulmanos aproveitaram para fazer uma contraofensiva. O soberano português, aproveitando-se desta conjuntura, através de uma combinação de pressão militar e diplomática, agiu para recuperar os domínios portugueses perdidos na margem esquerda do rio Guadiana (Mértola, Noudar e Mourão) com a assinatura da Convenção de Cidade Rodrigo em 1295.

### O Tratado de Alcanizes de 1297
As fronteiras entre ambos os reinos foram objeto de regularização pelo Tratado de Alcanizes, em 1297. A troco dos direitos portugueses sobre Aiamonte, Esparregal, Ferreira de Alcântara e Valência de Alcântara, nos termos raianos de Aroche e de Aracena, a Coroa de Castela cedia:
- Terras de Ribacoa
- Campo Maior
- Olivença
- Ouguela
- Juromenha[15]
- São Félix dos Galegos (que passou para a posse de Castela em 1327)

Com a assinatura do Tratado de Alcanizes, os domínios de Olivença tiveram a sua posição estratégica revalorizada frente a Badajoz, o que se traduziu na multiplicação das disputas territoriais envolvendo a circunscrição de Badajoz e num progressivo incremento das fortificações de Olivença.

### As defesas de Olivença
Para uma melhor compreensão da questão é necessário identificar num mapa da Península a posição estratégica das cidades portuguesa de Elvas (a Oeste) e castelhana de Badajoz (a leste). Para apoiar a importância estratégica da primeira e neutralizar a da segunda, os monarcas portugueses reforçaram, a partir de então, duas posições fortificadas:
- o Castelo de Campo Maior, a leste do rio Caia, ao norte de Badajoz
- o Castelo de Olivença, a leste do rio Guadiana, ao sul de Badajoz.

Nesse sentido, a história de Olivença pode ser acompanhada através da evolução histórica de suas defesas, tanto nos períodos de paz, quanto nos de guerra.
Desse modo, já em 1306 o rei D. Dinis determinou a ampliação das primitivas defesas dos Templários, dotando a povoação com uma cerca de planta quadrangular, amparada por catorze torres. O seu filho e sucessor, Afonso IV (r. 1325–1357), complementou essas obras, erigindo em seu interior a alcáçova, concluída em 1335. No último terço do século XIV, no contexto das chamadas guerras fernandinas, Olivença foi dotada de uma nova cerca envolvente, de planta aproximadamente oval, rasgada por cinco portas. A memória dessa cerca, posteriormente demolida integralmente, sobrevive em nossos dias no traçado urbanístico de suas ruas.
Aproximadamente um século mais tarde, em 1488, o rei João II fez erguer, no recinto da alcáçova, a torre de menagem mais elevada do reino de Portugal, dotando o conjunto de um fosso inundável, visando dificultar os trabalhos de sapa em caso de assédio. Os trinta e cinco metros de altura desta torre eram acedidos por dezassete rampas que permitiam o acesso de peças de artilharia. Do seu alto descortinava-se a cidade de Badajoz. Esta estrutura monumental, erguida em tempos de paz, despertou a natural desconfiança e o receio dos Reis Católicos, incapazes de impedi-la.
Uma nova etapa de obras defensivas teve lugar sob o reinado de D. Manuel (r. 1495–1521), quando a antiga cerca fernandina foi demolida por Afonso Mendes de Oliveira com o aproveitamento de seu material para a construção de uma nova muralha, da qual Duarte de Armas nos legou iconografia (Livro das Fortalezas, c. 1509). Data do reinado deste soberano outra monumental obra de arquitetura militar, essencial à defesa de Olivença: a chamada Ponte da Ajuda. Esta ponte fortificada destinava-se a assegurar a operação das forças portuguesas na margem esquerda do rio Guadiana, em apoio a Olivença. Com trezentos e oitenta metros de comprimento por cinco metros e meio de largura, apoiava-se em dezanove arcos, defendida por uma sólida torre em seu centro, torre esta dividida internamente em três pavimentos. Todo o reino contribuiu para a construção desta obra, com excepção dos habitantes de Olivença.
A importância de que esta praça se revestia para a Coroa Portuguesa, aumentou quando foi elevada a sede episcopal da Diocese de Ceuta. Residência de Frei Henrique de Coimbra, religioso que celebrou a primeira missa no Brasil, nessa época ergueram-se importantes edificações como a Igreja de Santa Maria Madalena (réplica do Convento de Jesus de Setúbal), o Convento de São Francisco, a Santa Casa da Misericórdia e outras.

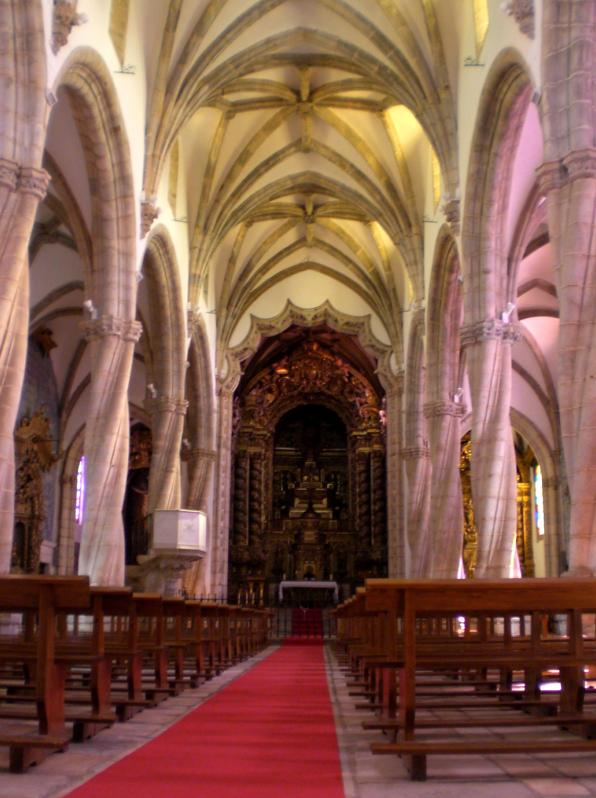
Interior manuelino da Igreja de Santa Maria Madalena

Por ocasião da invasão de Filipe II de Espanha, na contenda pela coroa que usurpou a D. António, Prior do Crato, Olivença foi tomada a 19 de junho de 1580. Se a paz propiciada pela dinastia filipina favoreceu a arquitetura religiosa em Olivença, um novo ciclo de arquitetura militar se abre com a Guerra da Restauração da Independência. A cerca manuelina foi demolida para com as suas pedras se erguer uma nova muralha, com traçado abaluartado, que contava com nove baluartes. A praça resistiu a quatro assaltos pelas tropas espanholas sob o comando do duque de San Germán, vindo a cair no quinto, em 1657. Permaneceu na posse da Espanha até ser devolvida a Portugal pelo Tratado de Lisboa de 1668, que encerrou o conflito.
O curto período de paz que se seguiu a este diploma foi aproveitado para reforçar as muralhas da praça-forte e reconstruir a Ponte da Ajuda, cujos arcos centrais se fizeram explodir mas tarde, em 1709, no decorrer da Guerra da Sucessão Espanhola. A militarização do espaço urbano de Olivença continuou durante a primeira metade do século XVIII com a ereção de obras significativas como os quartéis de cavalaria e de infantaria, o chamado Quartel de Assento (a "Padaria do Rei") o Polvorim de Santa Bárbara, o Hospital Militar de São João de Deus, as Portas do Calvário, os revelins e demais obras exteriores da praça-forte.
Na segunda metade do século XVIII Portugal estabeleceu uma nova orientação na sua estratégia militar na fronteira com a Espanha: de ofensiva passou a outra, estritamente defensiva. Esse novo modelo trouxe importantes consequências para Olivença, uma vez que todos os estrategas estrangeiros que a visitaram a convite da Coroa Portuguesa - Charles R. Rainsford, Guilherme Luís António de Valleré, Christian August von Waldeck e o conde de Miremont - foram unânimes em recomendar o seu abandono, fundamentados em três razões:
1. A copiosa artilharia, munições, homens e equipamentos necessários à manutenção, em prontidão de defesa, de uma praça-forte dotada de nove baluartes: a própria Badajoz tinha apenas oito.
2. Os prejuízos decorrentes da interrupção do fluxo de suprimentos, em caso de explosão pelo inimigo, da Ponte da Ajuda.
3. A situação crítica em que se veria um exército que pretendesse auxiliar a defesa da praça, caso a sua única linha de retirada fosse cortada pela corrente do rio Guadiana.

### Anexação de Olivença

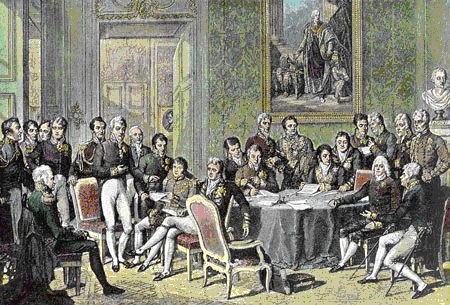
Congresso de Viena que decorreu na capital austríaca em 1814 e 1815

Na sequência da Guerra das Laranjas, prelúdio da Guerra Peninsular, Manuel de Godoy à frente das tropas espanholas ocupa Olivença e destitui o governador Júlio César Augusto Chermont que não oferece resistência. Poucos dias volvidos, Espanha impõe a Portugal os tratados de Badajoz de 6 de Junho e de Madrid de 29 de Setembro de 1801, segundo os quais "Sua Majestade Católica (rei de Espanha) conservará em qualidade de conquista, para uni-la perpetuamente aos seus domínios e vassalos, a praça de Olivença, seu território e povoados desde o Guadiana; de modo que este rio seja o limite de seus respectivos Reinos". A 14 de Agosto de 1805 era lavrada a última ata da Câmara de Olivença em língua portuguesa.
Longe da ameaça de Napoleão, em 1 de Maio de 1808, o príncipe regente D. João (futuro D. João VI) publica no Rio de Janeiro, então capital do Império Português, um manifesto no qual repudia o Tratado de Badajoz. Em 1811, Olivença é temporariamente ocupada por contingentes luso-britânicos sob o comando de Lord Beresford.
Terminada a guerra e vencido Napoleão foi assinado o Tratado de Paris de 1814 onde, no artigo 3.º se dizia "especialmente os tratados assinados em Badajoz e Madrid em 1801, ficam nulos e de nenhum efeito". No Congresso de Viena que se seguiu, a delegação portuguesa, chefiada pelo Duque de Palmela, voltou a exigir a anulação do Tratado de Badajoz e a devolução de Olivença. Isto foi conseguido pela inclusão do 105.º artigo, no qual se diz: "As Potências, reconhecendo a justiça da reclamações formuladas por Sua Alteza, o Príncipe Regente de Portugal e do Brasil, sobre a vila de Olivença e os outros territórios cedidos à Espanha pelo tratado de Badajoz de 1801, e considerando a restituição destes objetos como uma das medidas adequadas a assegurar entre os dois Reinos da Península aquela boa harmonia, completa e estável, cuja conservação em todas as partes da Europa tem sido o fim constante das suas negociações, formalmente se obrigam a empregar por meios conciliatórios os seus mais eficazes esforços a fim de que se efetua a retrocessão dos ditos territórios a favor de Portugal. E as Potências reconhecem, tanto quanto depende de cada uma delas, que este ajuste deve ter lugar o mais brevemente possível".

### A Questão de Olivença
O plenipotenciário espanhol presente em Viena, Pedro Gómez Labrador, negou-se a assinar o tratado, apresentando um protesto contra várias deliberações do congresso, entre as quais a retrocessão de Olivença. A Espanha só veio a assinar o Tratado de Viena em 10 de Junho de 1817 mas, mesmo assim, foi adiando sucessivamente o cumprimento do estabelecido.
Em 1821, a partir do Brasil, Portugal ocupou a Província Cisplatina, actual Uruguai. Este facto serviu de justificativa espanhola para interromper as conversações sobre a devolução que decorriam. Paralelamente, Espanha argumentou (e continua a argumentar) que o Tratado de Badajoz de 1801 continua válido e que o Tratado de Viena não tem força legal suficiente para obrigar à entrega de Olivença a Portugal. Entretanto, em 1840 passou a ser proibido o uso da língua portuguesa no território, inclusive nas igrejas.
Quando Portugal e Espanha decidiram, em 1864, proceder à demarcação da sua fronteira comum, ao chegar à desembocadura do rio Caia no Guadiana, a Comissão Internacional de Limites viu-se obrigada a interromper os trabalhos perante a negativa portuguesa em reconhecer a soberania espanhola sobre o território de Olivença. Os trabalhos só seriam reatados em 1926, mas a sul de Olivença, a partir da desembocadura da ribeira de Cuncos no Guadiana.
Com a vitória franquista na Guerra Civil Espanhola, aumentou a pressão para a aculturação de Olivença. No município oliventino foram criados, em 1956, dois poblados de colonización — San Francisco de Olivenza, assim chamado em honra do generalíssimo Francisco Franco, e San Rafael de Olivenza, que deve o nome ao então ministro de Agricultura, Rafael Cavestany Anduaga — ambos núcleos populacionais de colonização, constituídos por habitantes oriundos de diversos pontos de Espanha.
Como aconteceu por todo o Estado Espanhol, os anos do regime franquista foram marcados por uma forte repressão a tudo o que não fosse castelhano. O uso do português em público foi reprimido, com penas que podiam ir da simples multa à detenção; a toponímia portuguesa foi eliminada e alteraram-se compulsivamente os nomes dos seus habitantes para antropónimos similares em castelhano. Com colonos espanhóis dominando toda a administração, utilizando a escolarização exclusivamente em língua castelhana, perseguindo e discriminando os que tentavam escapar à estratégia de destruição cultural em curso e marginalizando aqueles mais renitentes à língua e à cultura do ocupante, o governo franquista e a cooperante administração municipal do território conseguiram impor a resignação e o conformismo aos oliventinos.
Na segunda metade do século XX, dois importantes políticos portugueses foram fervorosos adeptos da recuperação de Olivença: o general Humberto Delgado e o almirante Pinheiro de Azevedo, tendo ambos desempenhado funções de destaque no Grupo dos Amigos de Olivença, fundado em 1944. Pinheiro de Azevedo foi autor do livro Olivença está cativa pela Espanha: por culpa de quem?, em 1982, e chegou a propor uma "marcha verde" sobre a cidade. Outros movimentos irredentistas ativos são a Sociedade Pró-Olivença (fundada em 1938) e o Comité Olivença Portuguesa (1988).

### Olivença na atualidade

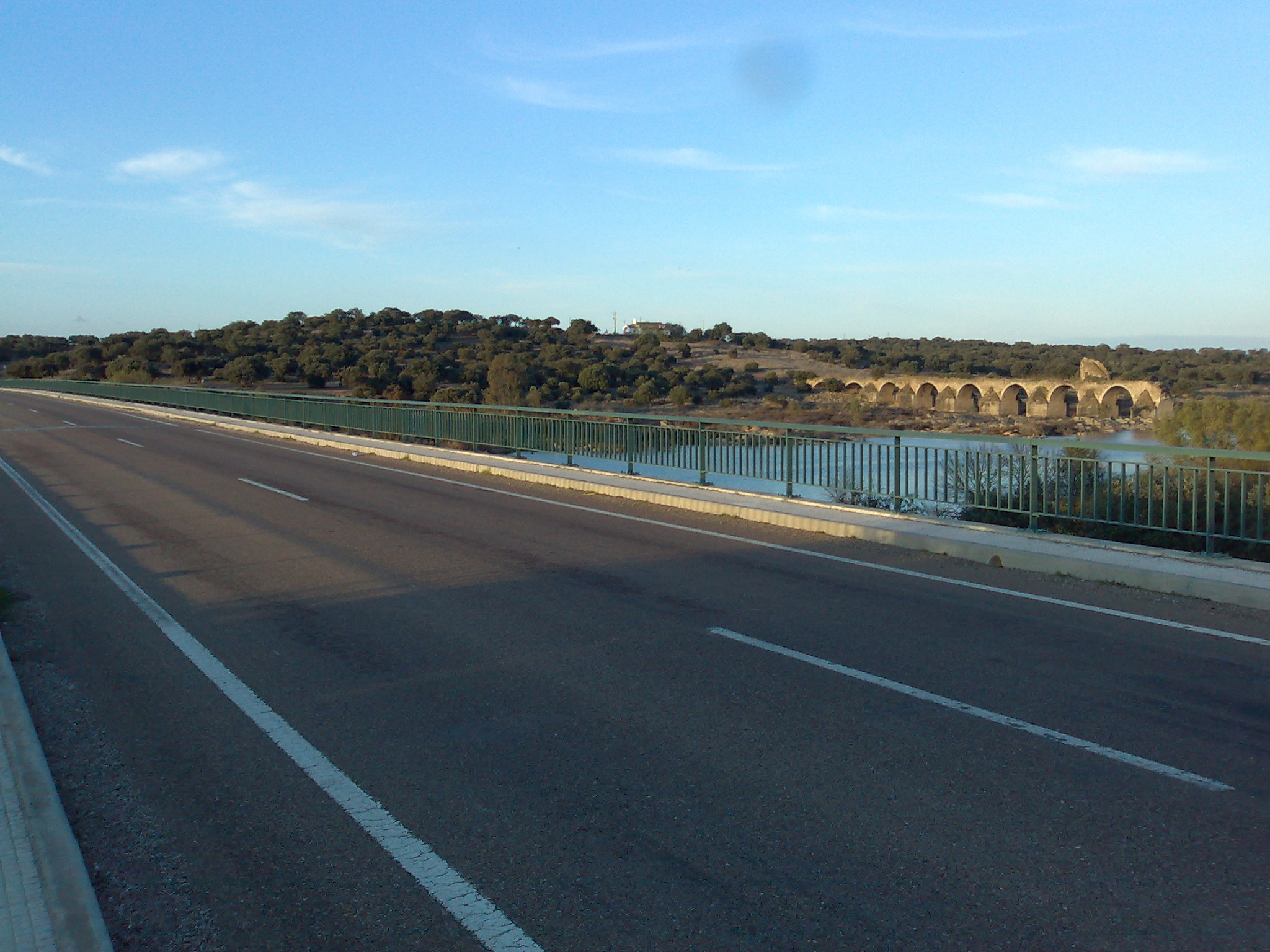
Ponte que liga Elvas a Olivença, construída em 2000 ao lado das ruínas da Ponte da Ajuda

Depois de muitas décadas de repressão e violência contra a cultura portuguesa, a década de 1980 trouxe uma viragem de estratégia. A democratização de Portugal e Espanha, a sua integração no espaço económico e político da União Europeia e, mais tarde, no Espaço Schengen, originou o desaparecimento de facto das fronteiras, enquanto barreiras físicas intransponíveis, e uma notória aproximação entre os dois estados ibéricos. Por outro lado, em Olivença o número de espanhóis era já muito significativo, comparativamente aos descendentes de portugueses, e a população local não tinha razões económicas para preferir a soberania portuguesa.
O Ayuntamiento de Olivenza começa, então, uma política de aproximação a Portugal. Olivença gemina-se com Leiria, em 1984; com Portalegre, em 1989; com Elvas, em 1990 e com Cadaval e Vila Viçosa, em 2007. É recuperado o legado patrimonial português (cidadela medieval, igreja de Santa Maria do Castelo, igreja de Santa Maria Madalena, Praça da Constituição com o seu pelourinho, Santa Casa da Misericórdia, Convento das Clarissas, fortificações, quartéis); é inaugurado o Museu Etnográfico González Santana; é constituído o Arquivo Histórico, com apoio do Instituto de Cultura e Língua Portuguesa (actual Instituto Camões); dão-se início aos "Encontros da Ajuda"; é criado o Fundo Português da Biblioteca Municipal, parte do Centro de Estudos Ibéricos Agostinho da Silva; são ministrados cursos de português na Universidade Popular, parcialmente subsidiados pelo Instituto Camões, para além de outros, de acesso livre.
Na atualidade, Portugal não reclama abertamente Olivença, mas também não renuncia à sua pretensão. Em 1995, as autoridades portuguesas enviaram às espanholas um relatório sobre o impacto ambiental da projectada Barragem de Alqueva no território espanhol, omitindo Olivença. Uma semana depois, foi enviado um novo documento intitulado "Espanha e Território de Olivença", contornando o problema de reconhecer Olivença como território espanhol. Da mesma forma, para melhorar as acessibilidades de Olivença à margem direita do Guadiana, Portugal assumiu o financiamento e a direção da obra de construção de uma nova ponte rodoviária e de recuperação da antiga Ponte da Ajuda, cuja execução foi entregue à Câmara Municipal de Elvas. Ao transferir a execução do projeto para a autarquia de Elvas, o Governo Português confirmou que Olivença é parte integrante de Portugal e que a ligação entre estas duas cidades não tem uma dimensão internacional e transfronteiriça como a Espanha pretendia. Na inauguração da nova ponte, a 11 de novembro de 2000, não esteve presente nenhum representante do governo português, para que a presença ao lado do Presidente da Câmara de Olivença não fosse interpretada como reconhecimento da ocupação de Olivença pela Espanha.
Mais recentemente a "Questão de Olivença" tem sido referida no The World Factbook da CIA onde se diz: "Portugal não reconhece a soberania espanhola sobre o território de Olivença baseado numa interpretação diferente do Congresso de Viena de 1815 e do Tratado de Badajoz de 1801".

Em junho de 2010, foram inauguradas novas placas toponímicas, em azulejo, no centro histórico de Olivença, recuperando os nomes portugueses originais das ruas. Muitos desses nomes antigos continuaram a ser usados pela população até hoje, apesar da introdução de nomes castelhanos na primeira metade do século XX. Entre os 73 nomes de ruas resgatados contam-se, por exemplo, a Rua dos Oleiros e a Rua de Nossa Senhora da Conceição.

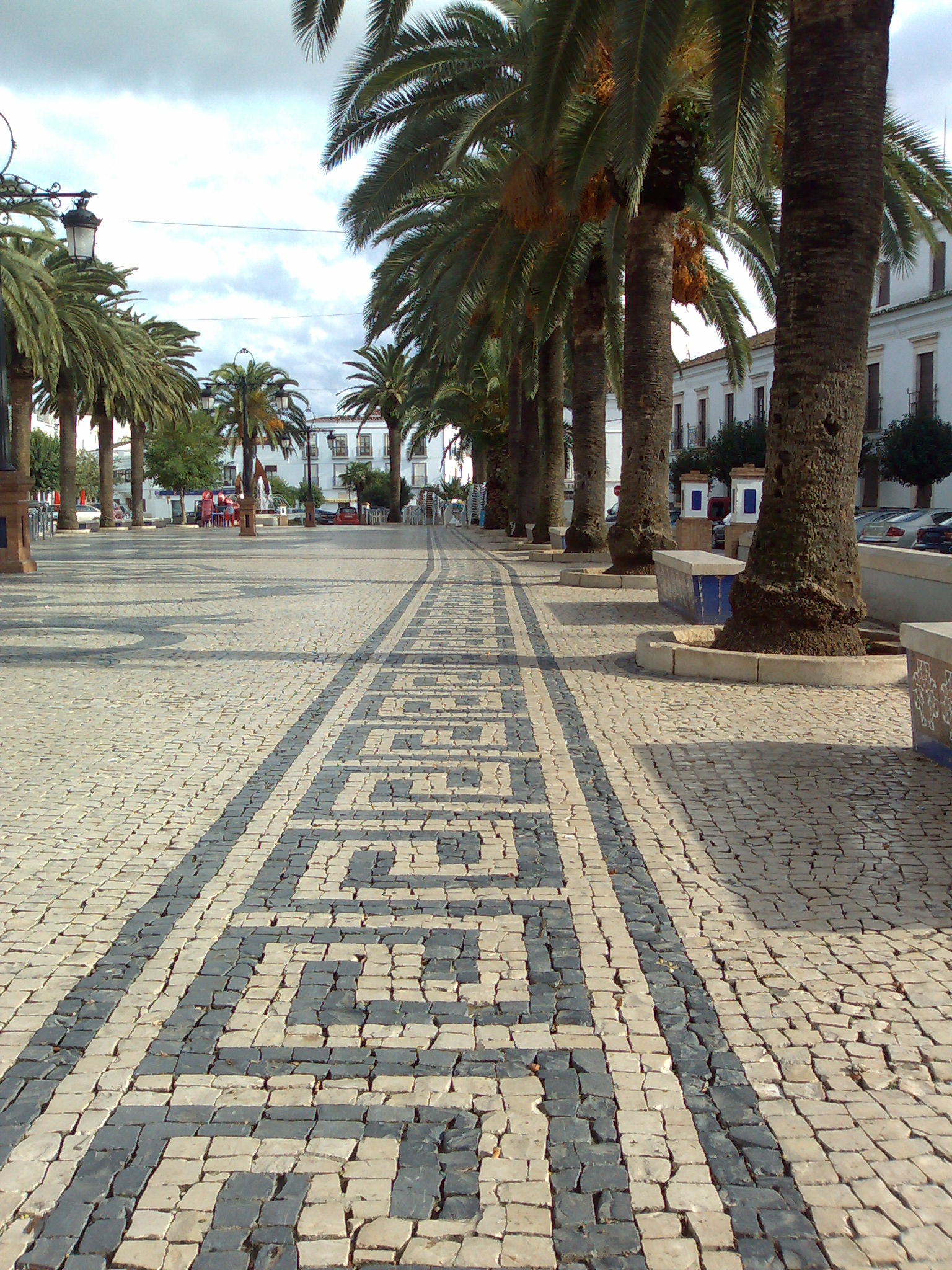
Calçada portuguesa na Plaza de España
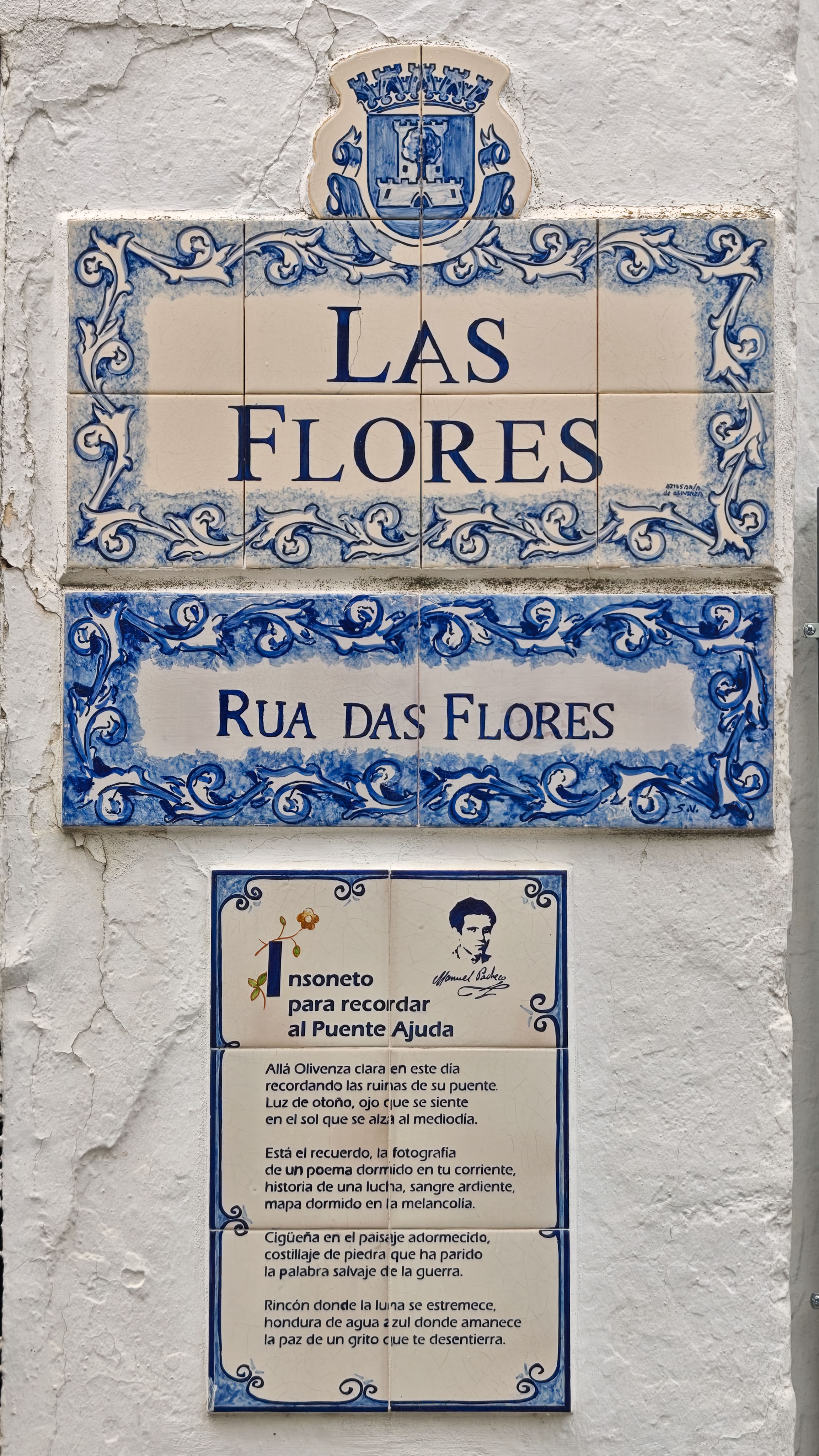
Placa toponímica bilingue na Rua das Flores.
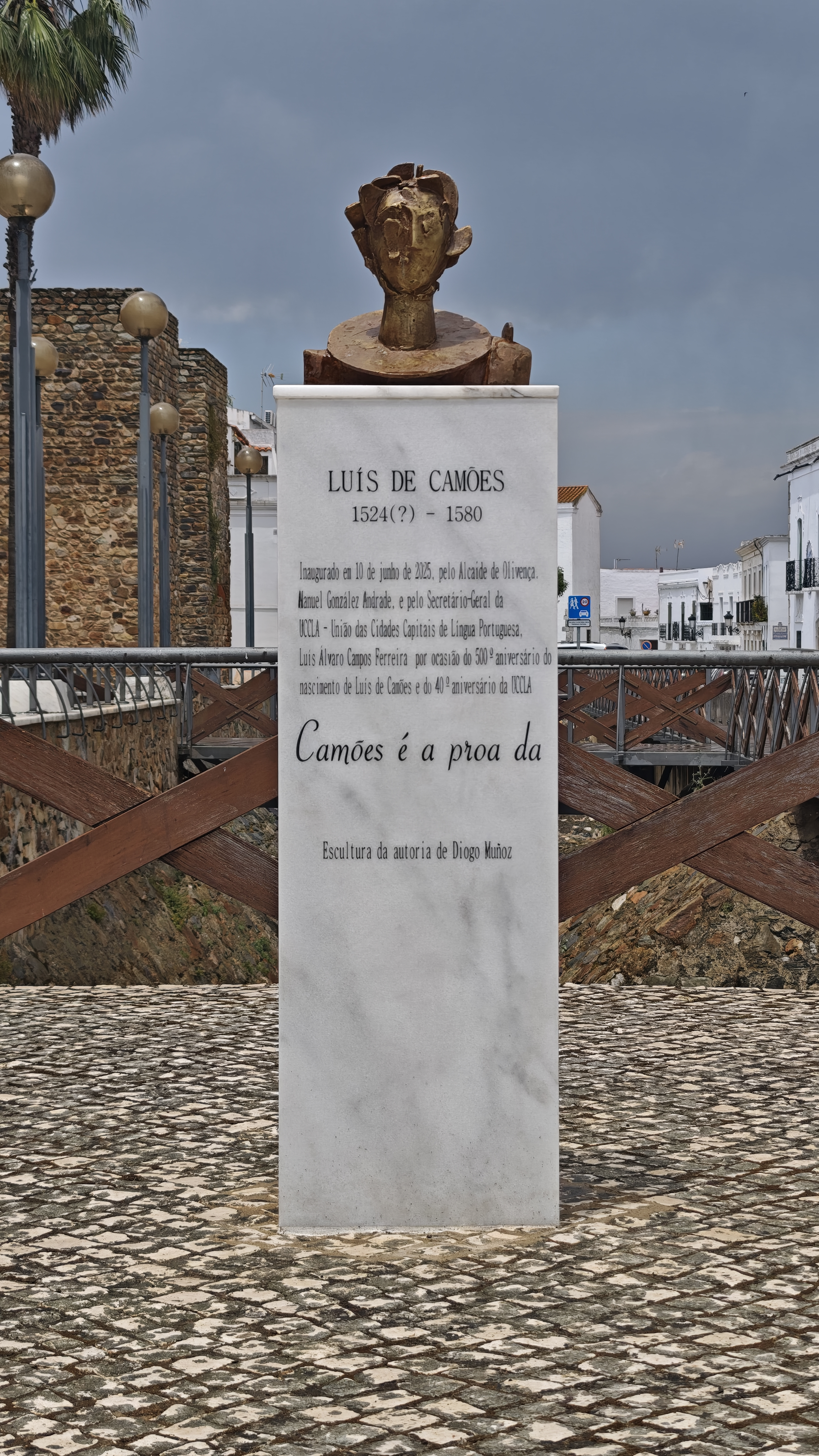
Busto de Luís Vaz de Camões junto ao fosso do Castelo de Olivença, inaugurado por ocasião das celebrações do Dia de Portugal, de Camões e das Comunidades Portuguesas a 10 de junho de 2025.

## Património

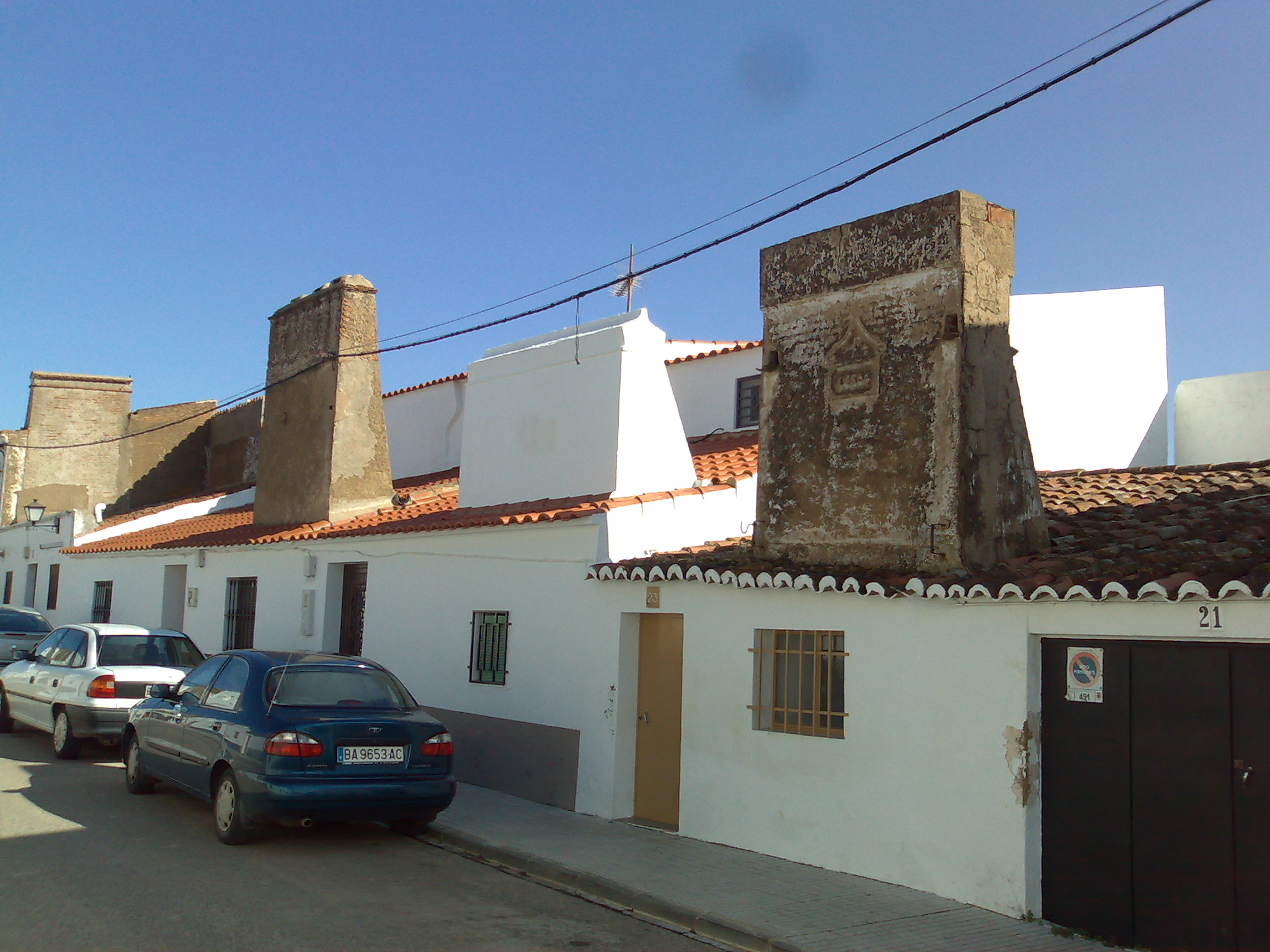
Chaminés em São Jorge da Lor

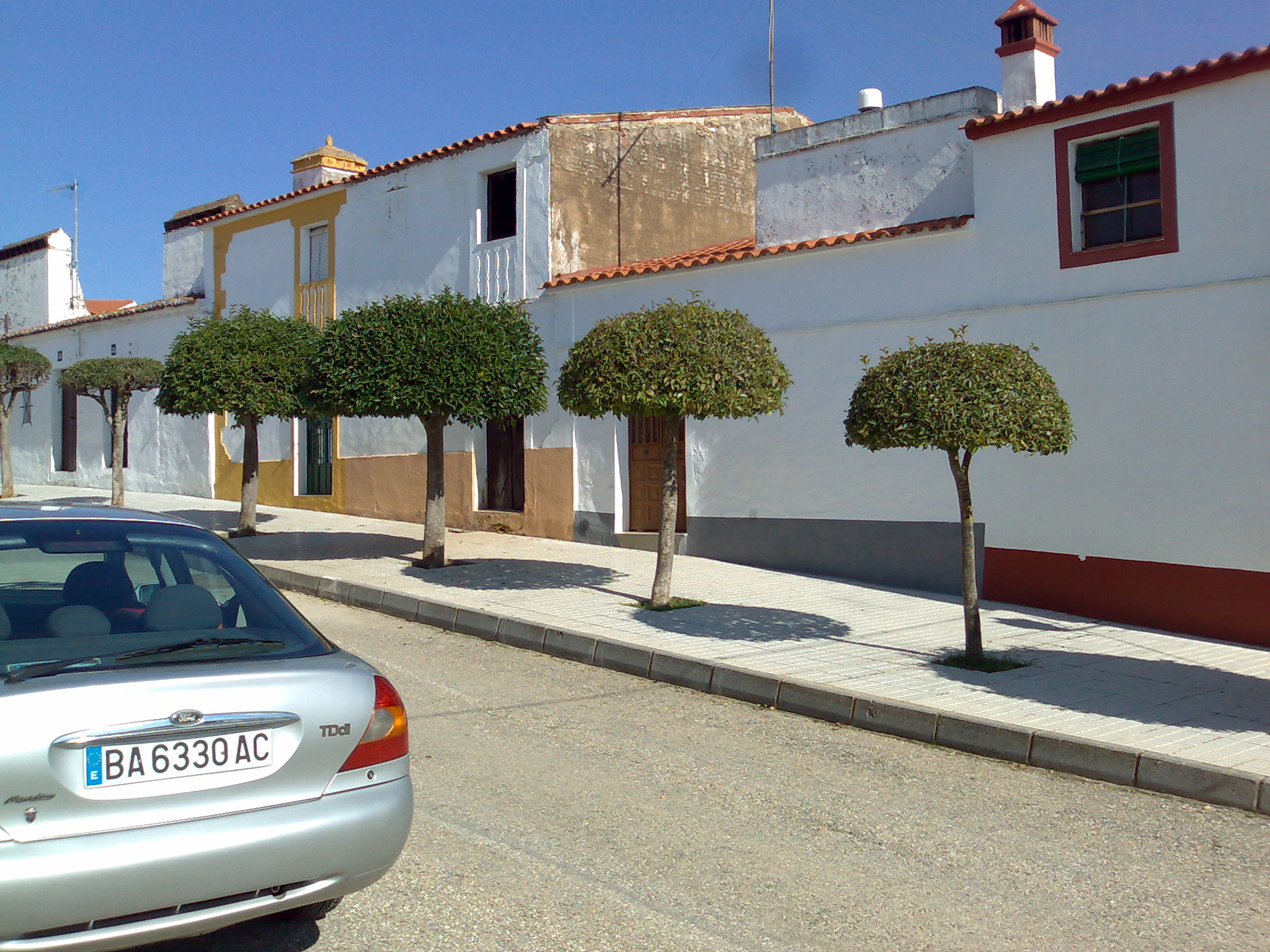
Rua principal de São Domingos de Gusmão

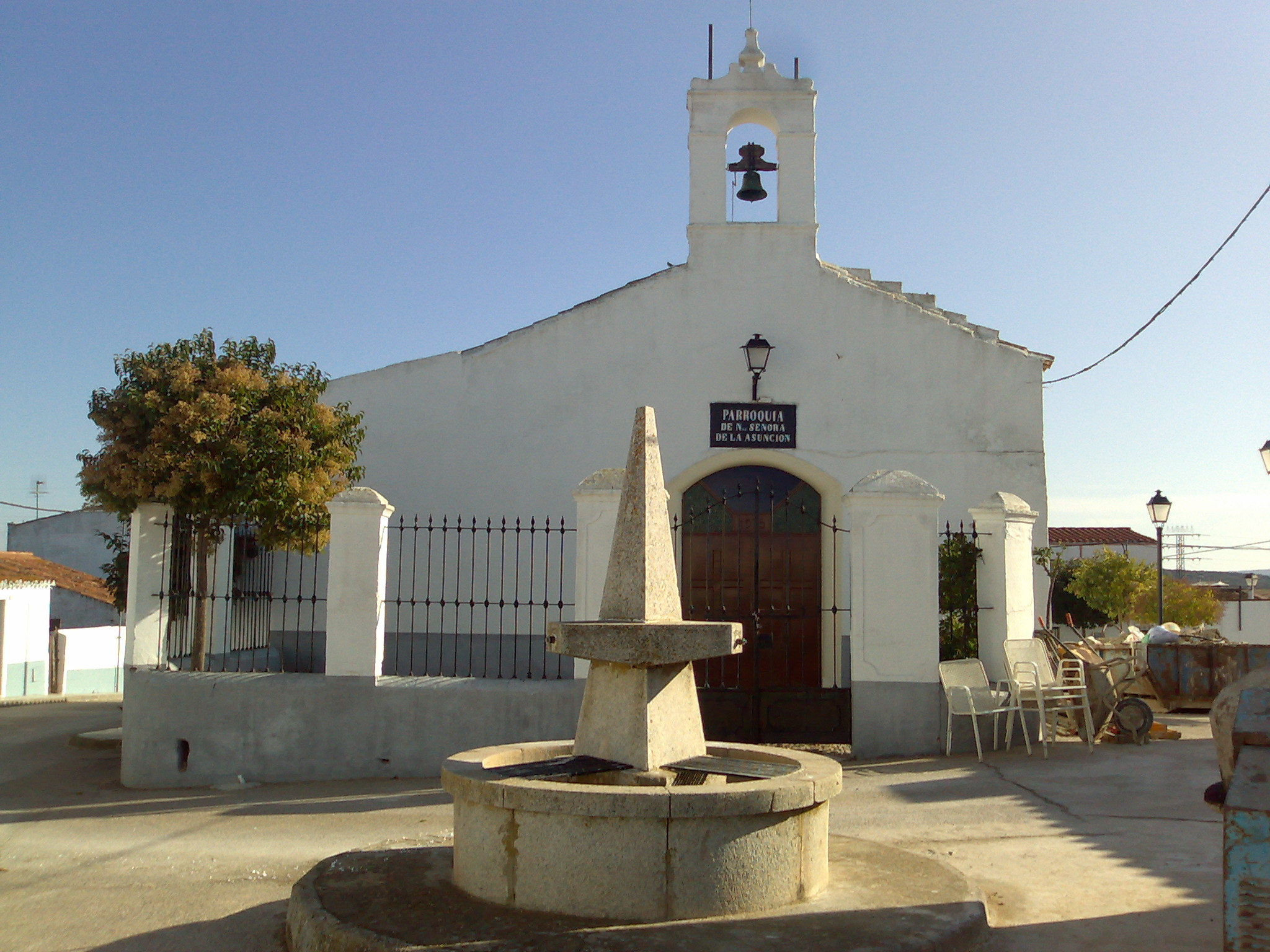
Igreja da Assunção em Vila Real

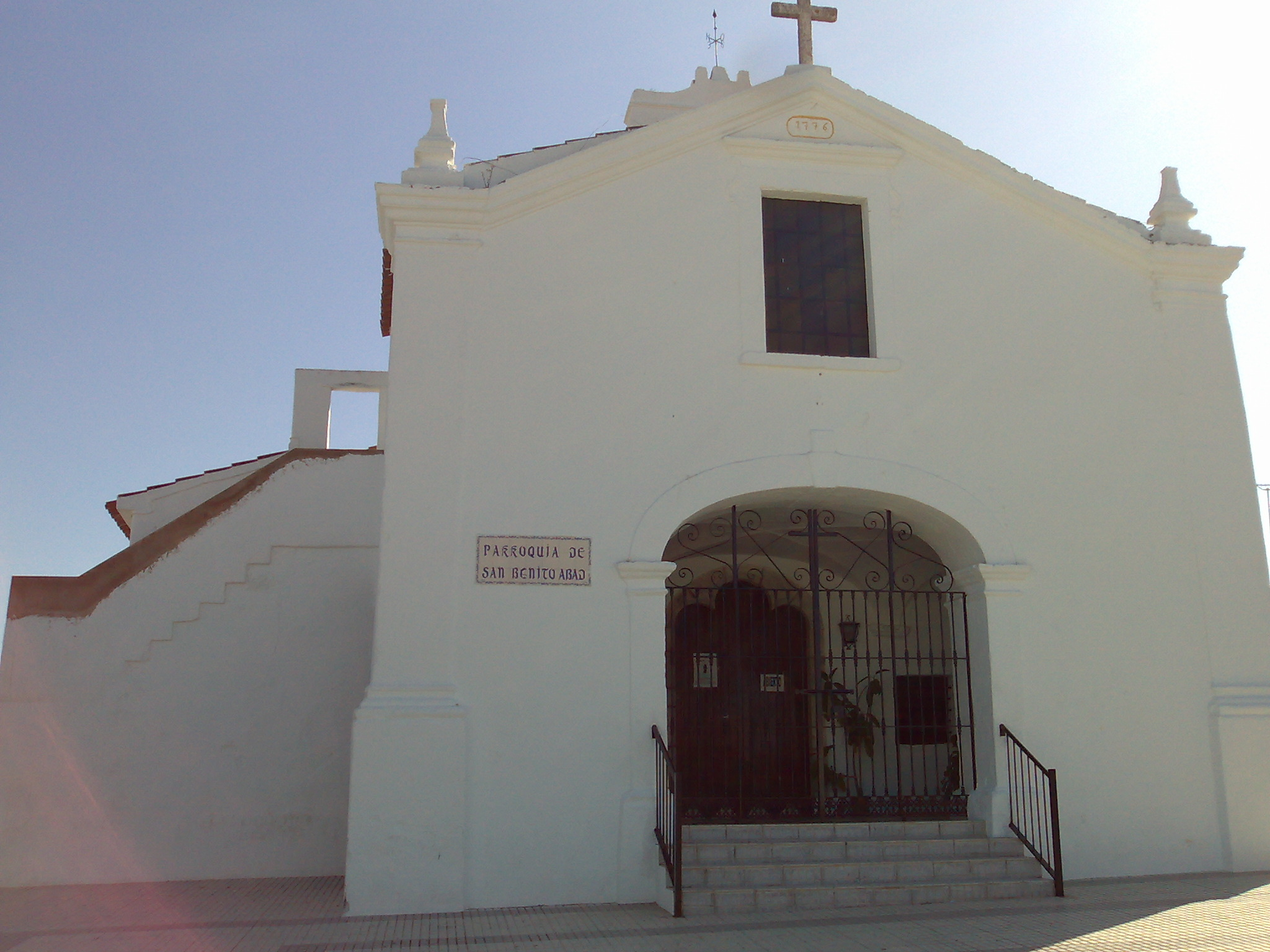
Igreja de São Bento da Contenda

| - Castelo - Praça-forte - Porta manuelina nos Paços do Concelho - Igreja de Santa Maria do Castelo |  | - Igreja de Santa Maria Madalena - Santa Casa da Misericórdia - Convento das Clarissas ou de São João de Deus |

## As aldeias históricas
- São Jorge da Lor
- São Domingos de Gusmão
- São Bento da Contenda
- Vila Real

## Português de Olivença
Até à década de 1940, Olivença era de maioria lusófona. No entanto, a geração nascida nessa época começou a ensinar os seus filhos, nascidos depois de 1950 ou 1960, segundo os casos, a falar castelhano. Nas aldeias, onde, segundo Leite de Vasconcelos, até ao final do século XIX, se utilizava unicamente o português para a comunicação do dia-a-dia, também já se tinham convertido ao bilinguismo na década de 1960.
No início do século XXI, o português oliventino já só é falado entre idosos. Nas palavras da investigadora Maria de Fátima Matias, da Universidade de Aveiro, em Olivença o português está "linguística e socialmente desprestigiado", identificado com "a ruralidade e o analfabetismo, como se fosse o eco do passado", considerado uma "forma corrupta de falar, uma linguagem desajeitada".
O último relatório do comité de peritos do Conselho da Europa faz um balanço negativo da aplicação da Carta Europeia das Línguas Regionais ou Minoritárias em Olivença, defendendo uma maior proteção e promoção do português e recomendando que os oliventinos tenham mais acesso à aprendizagem da língua. Atualmente, o português é ensinado, como opção, nas escolas públicas e privadas do município, lecionado por professores portugueses.

## Geminações
Olivença firmou protocolos de geminação com as seguintes cidades portuguesas:
- Leiria (em 21 de julho de 1984)
- Portalegre (em 20 de maio de 1989)
- Elvas (em 20 de maio de 1990)
- Cadaval (em 13 de janeiro de 2007)
- Vila Viçosa, (em 29 de abril de 2007)

E um acordo de cooperação em 2013 com
- Alandroal [36]

## Pessoas famosas nascidas em Olivença
- Pedro da Fonseca (?-1422) — cardeal
- Vicente Lusitano (c.1461-c.1561) — compositor e teórico musical
- Paulo da Gama (1465-1499) — irmão mais velho de Vasco da Gama, comandante da nau São Rafael na descoberta do caminho marítimo para a Índia,
- João Vieira de Carvalho (1781-1847) — barão, conde e marquês de Lajes; engenheiro, militar e político do Brasil
- Tomás Romero de Castilla (1833- 1910) — teólogo, fundador do Museu Arqueológico Provincial de Badajoz
- Ventura Ledesma Abrantes (1883-1956) — livreiro, fundador do Grupo dos Amigos de Olivença
- Guillermo Fernández Vara (n. 1958) — político, presidente da Junta da Estremadura